# Río Wawa
El río Wawa (pronunciado [ˈwawa], también llamado Wawa River o Río Hauhau) es un río localizado en la Región Autónoma de la Costa Caribe Norte de Nicaragua que drena al Mar Caribe. Fluye al sureste a través del noreste de la región de la Mosquitia. El río une la Laguna de Karata en el sur de Bilwi, antes de salir al Mar Caribe.